# 小孩不笨2
《小孩不笨2》，是由梁智強自編、自導、自演的新加坡電影，2006年1月26日於新加坡發行。該片是2002年電影《小孩不笨》的續集，內容諷刺新加坡教育及多數家長對孩子的錯誤管教方式來喚醒社會大眾。

## 劇情
中產階級家庭的Tom（楊學謙）和Jerry（楊學強）兄弟生活條件優越，但是他們卻有著諸多煩惱。15歲的Tom雖然在校成績不好，卻是個很會寫部落格的孩子，還有電腦方面的才華。8歲的Jerry在學校是個乖乖牌，但沒出狀況不表示沒有問題。Tom和Jerry的爸爸是某手機開發公司的職員、媽媽是某著名雜誌的編輯，夫妻倆整日忙於工作，根本無暇顧及孩子的感受。在這對父母的眼裡，孩子們調皮搗蛋、一身的缺點，簡直讓他們操碎了心，對於孩子的教育以為只要督促他們把書唸好就好，只要孩子心裡想做的事與他們所想的不同就一概否定。
Tom的同學林成才和他父親同樣有著溝通的問題，成才生長於一個單親家庭，出身卑微的父親文化程度不高，年輕時不學好愛打架，還被打瘸一條腿。由於自己曾經誤入歧途，不想讓兒子步上自己後塵，對成才寄與厚望，希望他能有出息，好好讀書。可是成才的成績偏偏差強人意，令父親極為心痛；成才父對孩子的教育觀念就是不打不成器，以為對成才採取粗暴的方式進行教育，拳打腳踢就是最好的管教方法。卻一步步把成才打入自我放逐的深淵，造成成才對父親更加抗拒。後來因為和一個阿姨談話的過程中懂得了要用愛來教育孩子。
家長如此，學校老師也如出一轍。教授華文的符老師痛心學生們的學業，然而在教育過程中不得其法（因符老師的教學方式較為傳統），導致與學生的關係越來越緊張。在某次查禁學生手機時更與成才爆發肢體衝突，校長只會一味遵循校規行事，Tom被處以公開鞭打。事件曝光後，媒體一面倒報導老師不當體罰，大多數人民也都不支持公開鞭打之懲處，事後符老師引咎辭職，但因校長挽留而沒有走成。符老師在事件過後也終於明白帶人要帶心的道理，並改變教學方式，成為受到學生喜愛的好老師。但兄弟倆漸漸因為缺乏父母的關愛和老師的正確教導而誤入歧途。
正值叛逆期的Tom心生不滿，和好友成才介紹幫派朋友的認同和賞識而加入他們，而Jerry每天練習學校的舞台表演，屢屢邀請父母來欣賞演出卻得不到正面回應。他想起父親某次提及自己是放棄時薪500元的講師費用回家教他功課，為了讓父母來看他的演出，天真的Jerry去竊取福利社的零錢卻被監視器完整錄影。事後當父親生氣地逼問他是否因為要買遊戲卡才偷錢時，Jerry無奈道出因為零用錢慢慢存太慢才用偷錢的手段，想湊到500元買下自己演出的門票讓父母來看演出，最後Jerry讓父母看Tom的電腦日記，父母看完後相當難過且自責。
成才因為毆打師長而遭退學，加入幫派的他愈學愈壞，還和好友Tom結夥行竊，卻因為行竊失風被假冒警察的壞人逮捕，並勒索2000元遮口費，否則就要帶他們上警局，Tom不敢告訴父母，最終與成才搶奪一位老婦人的項鍊，在逃跑途中，兩人看到老師和父母的幻象，才知道自己鑄下大錯，決定將項鍊歸還老婦人。剛開始被搶的老婦人很生氣，說要報警抓成才和Tom，成才和Tom也和老婦人的親朋好友打起來，成才父想幫忙解圍卻滾下樓梯，頭部撞擊力道過大而受到致命傷住院，Tom的父親知道Tom和成才搶劫的事件以後，帶著Tom的母親和奶奶來處理。在此一搶劫事件中，Tom的父親才知道自己使用錯誤的方式管教Tom而感到懊悔，並跪求老婦人不要報警，最終被搶的老婦人決定原諒Tom和成才，並在警察到場後和警察說這只是自己在亂開玩笑才得以解決。
搶劫事件過後，Tom和父親揭穿假警察的陰謀，並讓兩位企圖騙錢的壞人被真正的警察逮捕歸案，父子兩終於和好。
成才父親因為傷勢過重而逝世，臨終前說出自己從小被打到大，從來沒有人關心過他，所以他完全不知道怎麼去愛人，並告訴成才我愛你，要打架就要打到全世界去。校長為之動容，破例讓成才復學。最終成才一路打上世界舞台，成為國際公認的武術家。而Jerry的父母和Tom也終於來欣賞Jerry演出，全家的親子關係得以冰釋前嫌。
學校、老師、家長，本該扮演呵護幼苗成長的角色，卻成了揠苗助長和扼殺天性的兇手。當他們發現自己的錯誤時，孩子的心中已滿是傷痕......

## 角色
| 演員   | 角色                | 备注                     |
| 李創銳 | 楊學謙（Tom Yeo）   | Jerry之兄。              |
| 洪賜健 | 林成才              | 楊學謙的同學             |
| 梁文宗 | 楊學強（Jerry Yeo） | Tom之弟                  |
| 梁智強 | 楊先生              | Tom和Jerry之父。         |
| 向雲   | 楊太太              | Tom和Jerry之母           |
| 黃晶晶 | 奶奶                | Tom和Jerry之祖母         |
| 黃奕良 | 林先生              | 成才之父                 |
| 陳美稟 | 校長                |                          |
| 黃家強 | 符老師              | 楊學謙和林成才的中文教師 |
| 愛雯   | 晶晶                |                          |

## 電影原聲帶
電影原聲帶歌曲《一生絕望》，是由羅俊霖作曲，梁智強編詞，洪俊揚演唱。

## 電視劇
同年（2006年）9月23日，同名電視劇《小孩不笨2》在新傳媒8頻道開播，播出時間為每星期六早上9:00~9:30。內容主要為電影版的後續，是由林成才父親因兒子打搶事件中意外喪生後，林成才搬進楊學謙家中一起生活的點滴。全劇共十三集。

## 改编版
2010年12月2日，一部名为Aku Tak Bodoh（小孩不笨）的马来语改编版电影在马来西亚全国各地电影院播出。导演是阿默·保·呃娜（Ahmad Puah Onah）。

## 外部連結
- 電影官方網站
- 互联网电影数据库（IMDb）上《小孩不笨2》的资料（英文）
- 香港影庫上《小孩不笨2》的資料（繁體中文）